# 裕中饭店大楼
裕中饭店大楼原名“帝国饭店”，建于1922年（存疑），'坐落于天津法租界的主要街道大法国路（今解放北路2号），作为天津租界时代留存下来的重要建筑之一，该建筑目前是一般保护等级历史风貌建筑。

## 建筑
裕中饭店由英商同和工程公司爱迪克生和达拉斯设计，有150个房间。主入口处设有塔司干式圆柱和牛腿承托拱形雨厦，建筑顶部中央设有断檐折叠式拱形山花和三角形山花，為现代主义风格的酒店式建筑。

## 历史
1925年6月24日，中华教育文化基金会在天津裕中飯店舉行举行成立后的第一次年會。